# Jimmy Franks Recording Company
Jimmy Franks Recording Company – wytwórnia płytowa należącą do Jimmy'ego Popa, wokalisty zespołu Bloodhound Gang, która wspomaga wydawanie płyt zespołu. Nazwa firmy odnosi się do prawdziwego imienia i nazwiska Jimmy'ego - James Franks. Wytwórnia wydaje płyty zespołów : Helltrain, HIM i Isabelle's Gift. Singiel "Why's It So Cold?" autorstwa zespołu The DiCamillo Sisters (w skład którego wchodzą Jimmy Pop, Brandon DiCamillo i Bam Margera) również został wydany przez tę wytwórnię.